# Днестровский каскад ГЭС
Днестровский каскад ГЭС — комплекс ГЭС и ГАЭС в речном бассейне Днестра.
Суммарная мощность станций составляет 1 115 МВт, а выработка первичной электроэнергии превышает — 1, 126 млрд кВт·ч.
.
.

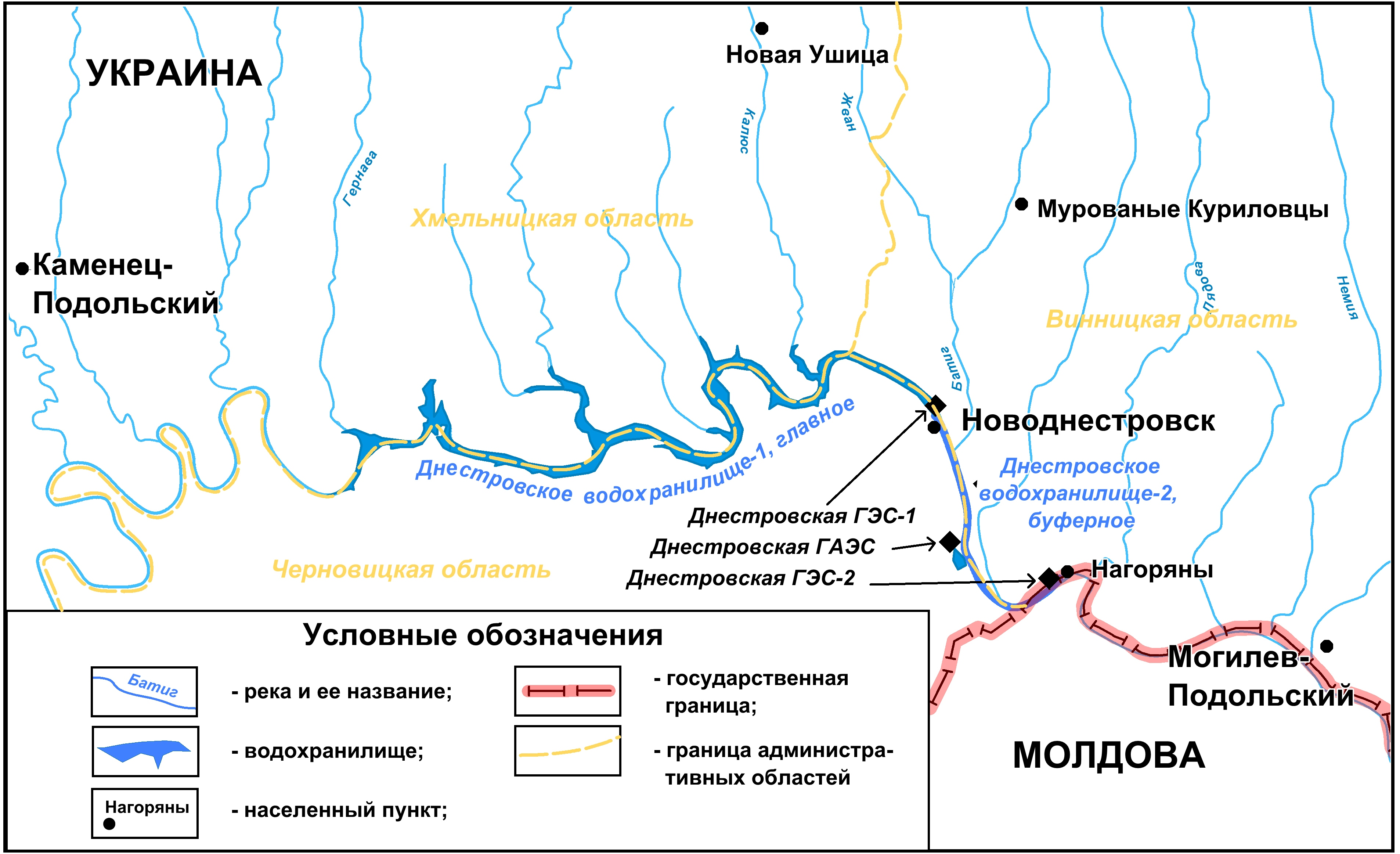
Расположение Днестровской ГЭС-1, Днестровской ГЭС-2, Днестровской ГАЭС

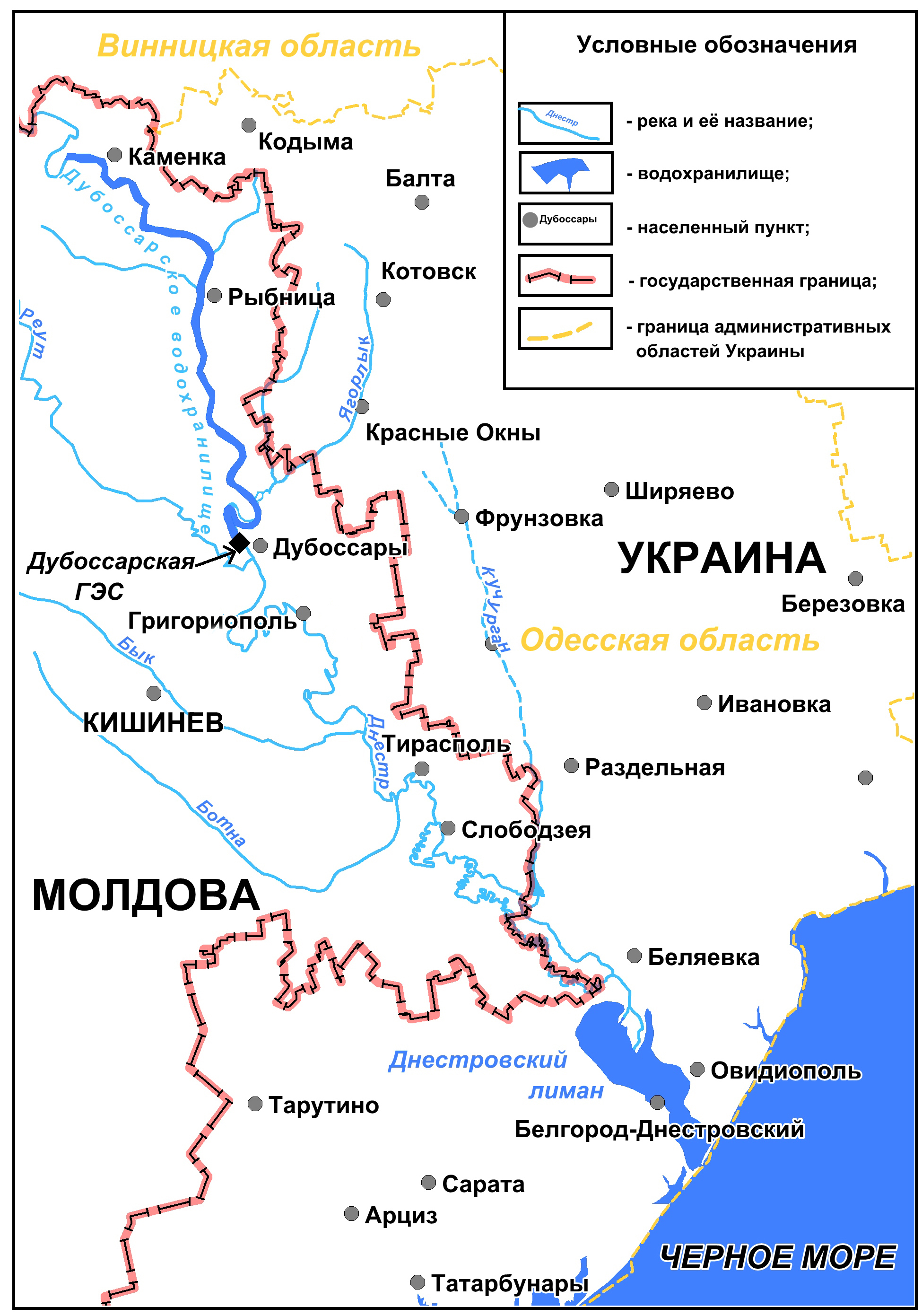
Расположение Дубоссарской ГЭС на р. Днестр

В каскад входят следующие электростанции:
- Днестровская ГЭС-1 — принадлежит ОАО «Укргидроэнерго».
- Днестровская ГЭС-2 — принадлежит ОАО «Днестровская ГАЭС».
- Днестровская ГАЭС — принадлежит ОАО «Укргидроэнерго».
- Дубоссарская ГЭС — принадлежит ГУП «Дубоссарская ГЭС».